# Olšany (Sedlec)
Olšany jsou zaniklou vesnicí, dnes malou osadou a bývalým hospodářským dvorem cisterciáckého kláštera v Plasích.

## Poloha
Olšany se nachází v severní části okresu Plzeň-sever, v katastrálním území obce Sedlec, 4 km severozápadně od města Kralovice v nadmořské výšce 510 m. Olšany leží uprostřed polí v mělkém údolí Olšanského potoka, dvůr se rozkládá na pravém, osada na levém břehu, vzdáleny od sebe jsou 400 m.

## Historie
Bezdětný Roman z Týnce odkázal v roce 1230 plaskému klášteru vsi Olšany, Týnec a pustý Újezd, které měly klášteru připadnout po smrti jeho manželky. Cisterciáci ves hned zrušili – v potvrzení majetku kláštera papežem Inocencem IV. z roku 1250 jsou Olšany uváděny jako grangie. Je pravděpodobné, že v průběhu 14. století byla ves obnovena.
Na počátku husitských válek v roce 1420 získali Olšany s rybníkem spolu s dalšími vesnicemi a městečkem Kralovicemi od krále Zikmunda katoličtí páni bratři Hanuš a Bedřich z Kolovrat na Libštejně a Krašově. Během husitských válek byla ves patrně vypálena.
Po smrti Bedřicha z Kolovrat roku 1432 získal Olšany jeho bratr Hanuš, který je držel až do své smrti. Jeho syn a dědic Hanuš II. z Kolovrat, toho času probošt kapituly pražské a administrátor arcibiskupství, roku 1480 postoupil Olšany s dalšími vesnicemi a polovinou městečka Kralovic nazpět plaskému klášteru za 1 600 kop. K roku 1556 byl olšanský dvůr zpustlý.

## Okolí
Olšany sousedí na severu se Sedlcem, na jihovýchodě s Mariánským Týncem a na jihozápadě s Bukovinou. Olšanský potok protékající ze západu na východ napájí Olšanský rybník, který leží 1 km východně při silnici na Kralovice.